# Cerrophidion
Genre
Cerrophidion est un genre de serpents de la famille des Viperidae.

## Répartition
Les quatre espèces de ce genre se rencontrent au Mexique et en Amérique centrale.

## Description
Ce sont des serpents venimeux qui atteignent au plus environ 80 cm mais font en général plutôt une cinquantaine de centimètres.

## Liste des espèces
Selon The Reptile Database (26 juillet 2012) :
- Cerrophidion godmani (Günther, 1863)
- Cerrophidion petlalcalensis López-Luna, Vogt & Torre-Loranca, 1999
- Cerrophidion sasai Jadin, Townsend, Castoe & Campbell, 2012
- Cerrophidion tzotzilorum (Campbell, 1985)
- Cerrophidion wilsoni Jadin, Townsend, Castoe & Campbell, 2012

## Publication originale
- Campbell & Lamar, 1992 : Taxonomic status of miscellaneous Neotropical viperids, with the description of a new genus. Occasional Papers of the Museum - Texas Tech University, n. 153, p. 1-31.